# Roscommon Castle
Roscommon Castle (irisch Caisleán Ros Comáin) ist die Ruine einer Niederungsburg am Stadtrand von Roscommon im irischen County Roscommon.

## Beschreibung
Die Burg war auf einem Hang gelegen und ist heute eine Ruine. Sie bedeckt eine rechteckige Fläche und hatte vier D-förmige Türme, die drei Stockwerke hoch waren, und ein Torhaus mit zwei Türmen. Einer der Eingangstürme ist heute noch mit seinem kräftigen Gewölbedach erhalten. Die ganze Burg war von einer hohen Kurtine umgeben.

## Geschichte
Robert of Ufford, Justiciar of Ireland, ließ Roscommon Castle 1269 auf einem Grundstück bauen, das er einer Augustinerabtei abgenommen hatte. Die Burg hat eine sehr bunte Geschichte. 1272 wurde sie von den Truppen des Königs von Connacht, Aodh Ó Conchobhair, belagert.
Acht Jahre später war sie erneut in den Händen einer englischen Garnison und vollständig repariert. Im Jahre 1340 hatten die irischen O’Connors sie wieder erobert und hielten sie bis auf zwei kurze Unterbrechungen über zwei Jahrhunderte bis 1559. Dann eroberte sie Sir Henry Sidney, Lord Deputy of Ireland. 1578 wurde Roscommon Castle an Sir Nicholas Malbie, Gouverneur von Connacht in der Zeit von Königin Elisabeth I., verlehnt. Zwei Jahre später wurden die Innenräume neu gestaltet und große, gekuppelte Fenster in die Türme und die Kurtine eingesetzt. 1641 eroberten die Roundheads die Burg, bis sie 1645 von den konföderierten Katholiken unter Preston erobert wurde.
Bis 1652 verblieb sie in irischer Hand und wurde dann von den cromwell'schen Ironsides unter Kommissar Reynolds teilweise gesprengt; dieser ließ alle Festungsteile schleifen. Schließlich wurde die Burg 1690 niedergebrannt und verfiel dann ab dem Ende des 17. Jahrhunderts langsam. Ein symmetrischer Graben umgab in einigem Abstand zur Kurtine die gesamte Burg, um sie zu schützen. Sie gilt heute als National Monument.